# Wilhelm Waidelich
Rudolf August Wilhelm Waidelich (* 13. Juni 1922 in Stuttgart; † 20. Dezember 2022) war ein deutscher Medizinphysiker und Hochschullehrer.

## Leben
Waidelich wurde 1954 an der TH München mit einer Arbeit zur Röntgenmessung des AgBr-Netzebenenabstands im Bereich des latenten Bildes promoviert und habilitierte sich dort 1958 mit der Schrift Zusammenhang zwischen der Struktur der Silberbromid-Körner und der Empfindlichkeit photographischer Emulsionen. 1958 wurde er an der TH München Privatdozent und 1963 auf den Lehrstuhl für experimentelle Physik an die TH Darmstadt berufen. 1974 wurde er Nachfolger von Herbert Schober auf dem Lehrstuhl für Medizinische Optik in der Fakultät für Physik der Ludwig-Maximilians-Universität München. Sein Arbeitsgebiet waren insbesondere medizinische Laseranwendungen.

## Ehrungen
Die Wilhelm-Waidelich-Medaille der Deutschen Gesellschaft für Lasermedizin e.V. (DGLM) ist nach ihm benannt.

## Publikationen
Von Waidelich stammen mehr als 20 Zeitschriften- und Buchpublikationen.